# Ilythea nebulosa
Ilythea nebulosa är en tvåvingeart som beskrevs av Becker 1908. Ilythea nebulosa ingår i släktet Ilythea och familjen vattenflugor. Inga underarter finns listade i Catalogue of Life.